# Tendre Jeudi
Tendre Jeudi (titre original en anglais : Sweet Thursday) est un roman de John Steinbeck publié en 1954.

## Résumé
Il s'agit de la suite de Cannery Row  (en français, Rue de la sardine) précédent roman de Steinbeck publié en 1945 qui porte le nom de la rue du front de mer à Monterey. Tendre Jeudi narre des évènements qui se sont passés dans Cannery Row après la fin de la Seconde Guerre mondiale.